# Resolutie 219 Veiligheidsraad Verenigde Naties
Resolutie 219 van de Veiligheidsraad van de Verenigde Naties werd aangenomen op 17 december 1965, als laatste resolutie van de Veiligheidsraad van dat jaar. Dat gebeurde unaniem op de 1270e vergadering van de Raad op 17 december.

## Achtergrond
Het eiland Cyprus wordt bewoond door een Griekse en een Turkse bevolkingsgroep. In 1960 werd het eiland onafhankelijk van
het Verenigd Koninkrijk. De machtsdeling tussen de twee bevolkingsgroepen kwam niet van de grond en de situatie escaleerde eind 1963 tot geweld. Op Brits
initiatief kwam er een wapenstilstand en onderhandelingen. Die leidden echter tot niets en de Cypriotische president bracht de zaak voor de Verenigde Naties.

## Inhoud
De Veiligheidsraad merkte op dat de secretaris-generaal in zijn rapport een vredesmacht nog steeds noodzakelijk vond. Ook werd opgemerkt dat de regering van Cyprus de VN-vredesmacht noodzakelijk vond.
De Veiligheidsraad bevestigde zijn eerdere resoluties 186, 187, 192, 194, 198, 201, 206 en 207. Ook werd de consensus bevestigd die was uitgedrukt door de voorzitter van de 1143e vergadering, op 11 augustus 1964;
De aanwezigheid van VN-vredestroepen in Cyprus, die was vastgelegd in resolutie 186 (1964), werd verlengd met een periode van drie maanden, eindigend op 26 maart 1966.

## Verwante resoluties
- Resolutie 220 Veiligheidsraad Verenigde Naties
- Resolutie 222 Veiligheidsraad Verenigde Naties

Lijst ·  200 ·  201 ·  202 ·  203 ·  204 ·  205 ·  206 ·  207 ·  208 ·  209 ·  210 ·  211 ·  212 ·  213 ·  214 ·  215 ·  216 ·  217 ·  218 ·  219